# Sangrid Nerf
Sangrid Inez Elisabet Nerf, född 8 september 1931 i Maria Magdalena församling i Stockholm, död 15 augusti 1972 i Hägersten, var en svensk skådespelare.

## Biografi
Nerf var dotter till skorstensfejaren Bernt Nerf och hans hustru Inez. Hon började sin teaterbana vid Furuviks ungdomscirkus, där hon upptäcktes av Povel Ramel och engagerades till de första Knäppupprevyerna. Hon blev Miss China 1954 som innebar att hon hade egna framträdanden i Chinavarieten. Hon medverkade även i revyer av Kar de Mumma och Tjadden Hällström på 1960-talet. Hon filmdebuterade 1953 i Stig Olins I dur och skur, och kom att medverka i drygt 20 film- och TV-produktioner.
Sangrid Nerf är begravd på Västberga begravningsplats i Stockholm.

## Filmografi (urval)
- 1953 – I dur och skur
- 1953 – Kungen av Dalarna
- 1953 – Marianne
- 1954 – Herr Arnes penningar
- 1954 – Skrattbomben
- 1956 – Åsa-Nisse flyger i luften
- 1956 – Johan på Snippen
- 1957 – Lille Fridolf blir morfar
- 1957 – Räkna med bråk
- 1957 – Blondin i fara
- 1958 – Kostervalsen
- 1958 – Kvinna i leopard
- 1959 – Guldgrävarna
- 1961 – Svenska Floyd
- 1961 – Stöten
- 1964 – Tre dar på luffen
- 1965 – Bödeln
- 1966 – Trettio pinnar muck
- 1970 – Som hon bäddar får han ligga

## Teater

### Roller
| År   | Roll             | Produktion                                                   | Regi                        | Teater                     |
| ---- | ---------------- | ------------------------------------------------------------ | --------------------------- | -------------------------- |
| 1952 | Medverkande      | Knäppupp I - Akta huvet, revy Povel Ramel                    | Per-Martin Hamberg          | Lorensbergs Cirkus/ Folkan |
| 1953 | Medverkande      | Djuprevyn 2 meter, revy Povel Ramel och Yngve Gamlin         | Egon Larsson                | Idéonteatern               |
| 1956 | Fröken Stockholm | Pippi, you know, revy Stig Bergendorff och Gösta Bernhard    | Gösta Bernhard              | Casinoteatern              |
| 1958 | Miss Tid         | Funny Boy, revy Hasse Ekman och Povel Ramel                  | Hasse Ekman                 | Idéonteatern               |
| 1961 | Medverkande      | Crazy på burk, revy Stig Bergendorff och Gösta Bernhard      | Gösta Bernhard              | Casinoteatern              |
| 1961 | Medverkande      | TV-revyn 16 tummar, revy Stig Bergendorff och Gösta Bernhard | Gösta Bernhard Sven Paddock | Casinoteatern              |